# حسن آل‌عصفور
حسن آل‌عصفور بوشهری از علماء و محدثین بوشهر در سده سیزدهم هجری است.
حسن فرزند حسین فرزند محمد فرزند احمد فرزند ابراهیم فرزند احمد فرزند عصفور فرزند احمد فرزند عبدالحسین فرزند عطیه فرزند شیبه بحرانی در اوائل سده سیزده قمری می‌زیسته است. وی پس از درگذشت پدرش به سال ۱۲۱۶ قمری به بوشهر مهاجرت کرد. امام جمعه و جماعت و متصدی امر قضای آنجا بوده و به سال ۱۲۶۱ قمری (۱۸۴۵ میلادی) در آن شهر درگذشت و در خانه‌اش مدفون شد. 
وی در ترغیب مبارزه مردم بوشهر با نیروهای مهاجم انگلیس در سال ۱۲۵۴ ق. نقش فعال داشته است.

## خاندان
«حسـن بـن حسـین بـن محمـد بن احمـد بـن ابراهیـم بـن احمـد بـن صالـح بـن احمد بـن عصفور بـن احمد بـن عبدالحسـین بـن عطیه بن شـیبه الدرازی بـن امیر هلال بـن امیرموسـی بن امیر حسـین بـن امیر مانـع بن امیـر عصفور بن امیر راشـد بـن عمیـره بن سـنان بـن غفیلـه بن شـبانه بـن عامر بـن عوف بـن عقیل بـن کعب بـن ربیعه بـن عامر بن صعصعـه بـن معاویه بـن بکربن هـوازن بن سـلیم بن منصـور بـن عکرمـه بـن خصفه بـن عیلان بـن مضر بـن نـزار بن معـد بن عدنـان (جد نبـی اسلام)»

## آثار
- رساله علمیه مبسوط در باب طهارت و صلاة
- مناسک حج
- رساله‌ای در احکام روزه